# Steinberg-Dörfl
Steinberg-Dörfl (maďarsky: Répcekőhalom-Dérföld, chorvatsky: Štamperak-Drfelj) je trhové město (městys) v Burgenlandu, v okrese Oberpullendorf v Rakousku.

## Popis
Městys se skládá ze dvou částí (v závorce počet obyvatel v lednu 2012):
- Dörfl (561)
- Steinberg (707)

Obě části jsou typickými uličními vesnicemi, kde usedlosti jsou situovány po obou stranách komunikace – silnice s označením L332 a s názvem Steinberger Landesstrasse. Celková rozloha obce je 37,1 km2. Mezi oběma částmi prochází zemská silnice Burgenland Straße B50.

## Poloha
Městys se nachází ve středním Burgenlandu, v horní části údolí Rabnitztal. Nadmořská výška je v rozsahu od 255–300 m. Osadou Dörfl protéká potok Erlaubach, který se v osadě Steinberg zleva vlévá do říčky Rabnitz. Obec je vzdálena od okresního města Oberpullendorf zhruba 3 km.

## Pamětihodnosti a kulturní zařízení
- Steinberg
  - farní kostel sv. Václava
  - nová střední a hlavní škola Řádu Sester Božského Spasitele
- Dörfl
  - filiální kostel sv. Michala
  - poutní kaple Marie Bründl
  - stará kovárna z roku 1900 s původním zařízením